# هاستنس
هاستنس (انگلیسی: Hästens) شرکت کالای لوکس سوئدی است، که در سال ۱۸۵۲ تأسیس شد.